# Sturzkampfgeschwader 51
Sturzkampfgeschwader 51 (dobesedno slovensko: Bližinskobojni polk 51; kratica StG 51) je bil jurišni (strmoglavni jurišnik) letalski polk (Geschwader) v sestavi nemške Luftwaffe med drugo svetovno vojno.
Polk je bil ustanovljen samo z eno skupino, ki je bila nato 9. julija 1940 preimenovana v II. skupino Sturzkampfgeschwader 1.

## Organizacija
- štab
- III. skupina[1]